# Şammā
Şammā är en ort i Jordanien.   Den ligger i guvernementet Irbid, i den norra delen av landet, 70 km norr om huvudstaden Amman. Şammā ligger 325 meter över havet och antalet invånare är 8 926.
Terrängen runt Şammā är kuperad. Runt Şammā är det mycket tätbefolkat, med 1 313 invånare per kvadratkilometer. Närmaste större samhälle är Irbid, 15,3 km öster om Şammā. Trakten runt Şammā består till största delen av jordbruksmark.